# San Donato di Ninea
San Donato di Ninea est une commune de la province de Cosenza, dans la région de Calabre, en Italie.

## Géographie

### Communes limitrophes
Acquaformosa, Altomonte, Grisolia, Lungro, Orsomarso, San Sosti, Verbicaro

## Culture

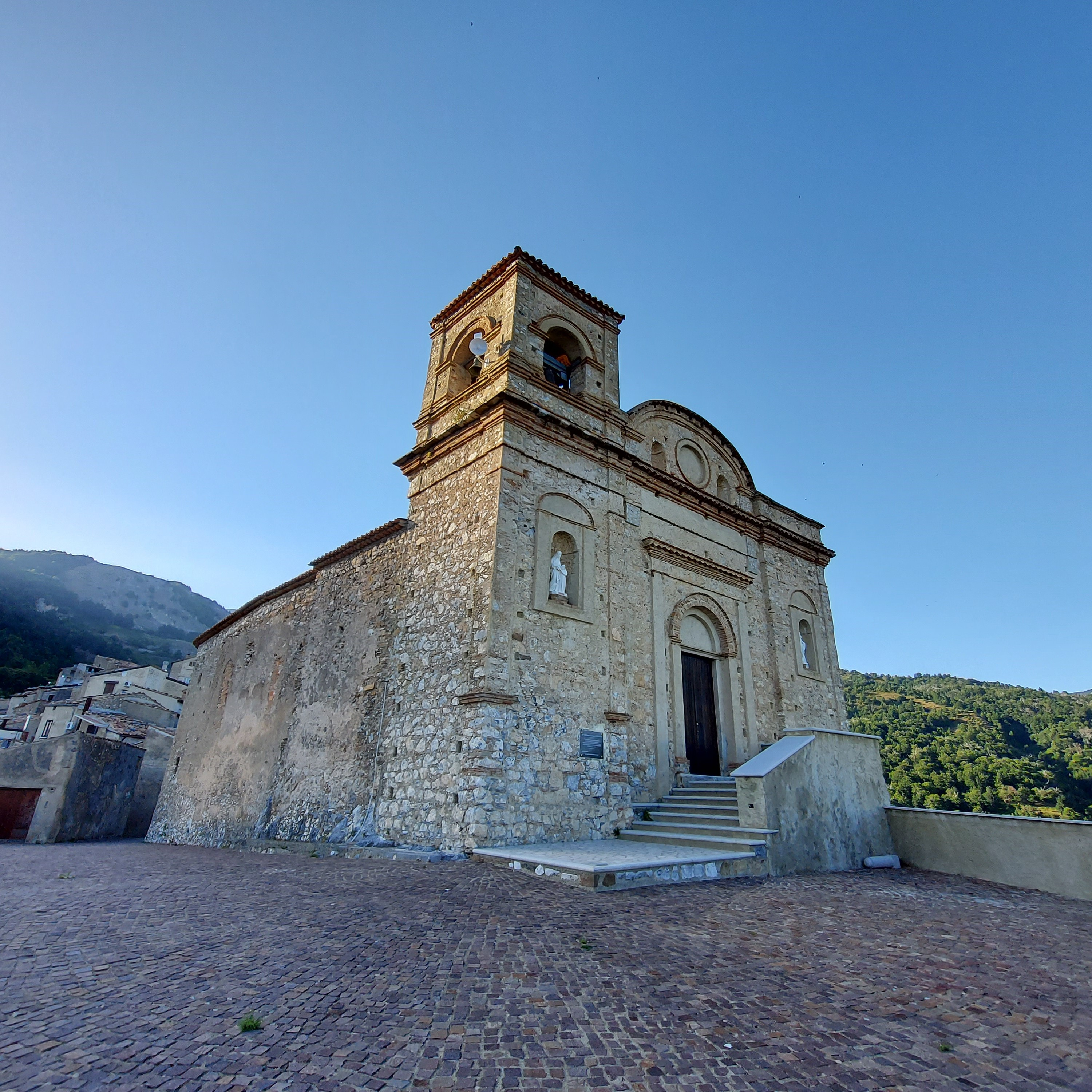
L'église de l'Assomption (di Assunta).

## Administration
| Période     | Période  | Identité     | Étiquette                          | Qualité |
| ----------- | -------- | ------------ | ---------------------------------- | ------- |
| 26 mai 2019 | En cours | Jim Digiorno | liste civique Tutti per San Donato |         |